# Achterin
Achterin is een buurtschap in de gemeente Hardenberg in de Nederlandse provincie Overijssel. Het ligt ten oosten van Hardenberg, dicht bij de grens met Duitsland. 
Achterin maakt deel uit van Radewijk, dat oorspronkelijk ook de buurten Voorin en Middenin omvatte.  Achterin ligt van alle plaatsen in de gemeente Hardenberg het dichtst bij de Duitse grens.
De naamgeving berust op Hardenbergs perspectief: de vervening begon in het westen en verplaatste zich oostwaarts naar de Duitse (toen nog Hannoverse) grens.
De buurtschap telt één camping, Grenszicht, en enkele tientallen bewoners. Als gevolg van de ontginningsgeschiedenis loopt hier geen weg de grens over.